# Melicytus micranthus
Melicytus micranthus är en tvåhjärtbladig växtart som beskrevs av Joseph Dalton Hooker. Melicytus micranthus ingår i släktet Melicytus och familjen Achariaceae.

## Underarter
Arten delas in i följande underarter:
- M. m. longiusculus
- M. m. microphyllus